# Arnold Dooyeweerd
Arnold Dooyeweerd (* 31. Juli 1946 in Amsterdam) ist ein niederländischer Jazz- und Improvisationsmusiker (Kontrabass), der bereits seit 1974 den Dienstags-Workshop im Amsterdamer Bimhuis leitet.

## Leben und Wirken
Dooyeweerd gründete bereits vor seinem Studium ein eigenes Trio, mit dem er 1965 den Amsterdamer FAMOS-Jazzwettbewerb gewann. Während seines Studiums am Amsterdamer Konservatorium schloss er sich zunächst dem Quartett des Saxophonisten Joop van Enkhuizen an (1966–68), um von 1968 bis 1970 im Quintett des Pianisten Jan Rath zu spielen. Zwischen 1968 und 1988 begleitete er regelmäßig amerikanische Jazzstars wie Ben Webster, Dexter Gordon, Don Byas, Johnny Griffin, Chet Baker, aber auch Art Taylor, Kenny Drew, Jimmy und Doug Raney sowie J. R. Monterose. Weiterhin trat er im Birdsclub in Amsterdam mit dem Trio von Tom Meyer (mit Schlagzeuger Max Bolleman) und Gästen wie Tom Jones und Yoko Ono auf. 1972 gehörte er zur Band Banten um Rob van den Broeck (mit Ernst Reijseger, Jurre Haanstra und Hennie Vonk). Im Folgejahr gehörte er zu Boy Edgars Sound (mit der das Album Live in Shaffy entstand).
Unter dem Namen Leen Brededuif Quartet organisierte Dooyeweerd eine frei improvisierende Gruppe mit Theo Loevendie, Misha Mengelberg und Martin van Duynhoven; ab 1977 gehörte er zu Loevendies Quartett. Zusammen mit dem Pianisten Peter Schön und dem Schlagzeuger John Engels spielte er im Quartett des Saxophonisten Fred Leeflang (Zwingen, Mannen, 1981). Er schließt sich auch der Gruppe List der Saxophonistin Vera Vingerhoeds an und gründete mit dem Schlagzeuger Martin Bunjes das Ensemble Vijf, zu dem der Tenorsaxophonist Rinus Groeneveld und die Posaunisten Toon van Ulsen und Joep Maessen gehörten. Mitte der 1980er Jahre war er zudem Mitglied im Sextett von Niko Langenhuijsen, zwischen 1987 und 1990 auch im Septett von Dick de Graaf. In den 1990er Jahren war er mit eigenem Quartett auf Tournee (mit Wiek Hijmans, Tobias Delius und Bart van Helsdingen) unterwegs, aber auch mit Frans Vermeerssen, mit Eric Vloeimans, mit Sylvia de Hartog und mit Anton Goudsmit. 1996 holte ihn Willem van Manen in seine Contraband. Weiterhin arbeitete er im Trio mit Jasper Blom und Schlagzeuger Flin van Hemmen. Er ist auch auf Alben von Marnix Busstra zu hören und komponierte für The Ploctones.
Seit 1978 arbeitete er im Sweelinck Conservatorium als Hauptfachdozent für Jazz und Improvisationsmusik, führte aber seinen Workshop im Bimhuis weiter fort.